# Colotois flavescens
Colotois flavescens là một loài bướm đêm trong họ Geometridae.